# Marsupilami

Marsupilami

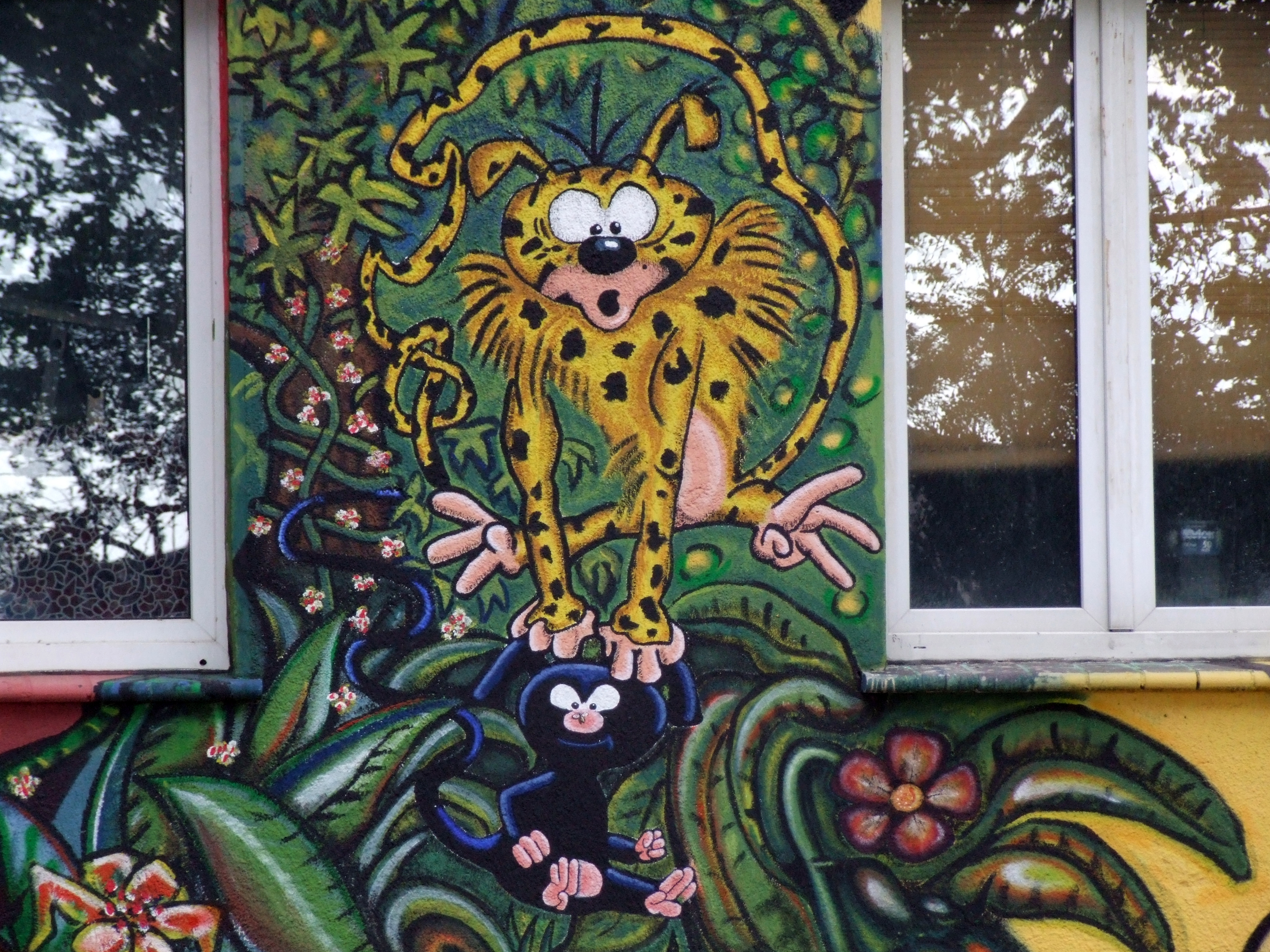
Marsupilami an Düsseldorfer Hauswand in der Kiefernstraße

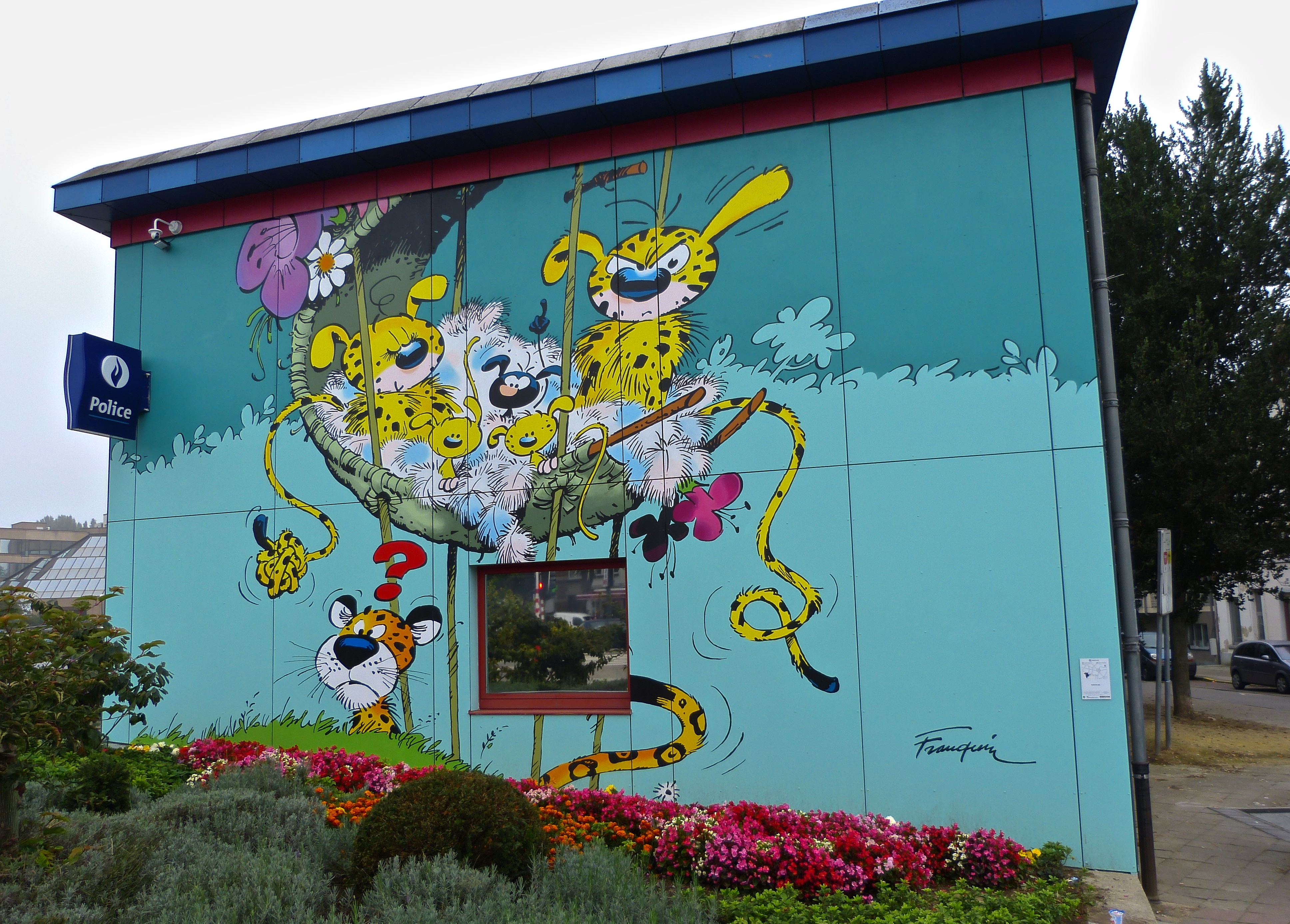
Wandgemälde in Laeken, Brüssel (Parcours Bande Dessiné)

Das Marsupilami ist ein von André Franquin (1924–1997) entworfenes Phantasiewesen, das ursprünglich der Comic-Serie Spirou und Fantasio entstammt und später seine eigene Reihe bekam. Es war im Jahr 1952 das erste Mal zu sehen.

## Entstehung und Veröffentlichung
Das Marsupilami wurde von André Franquin erdacht und gezeichnet. Es hatte am 31. Januar 1952 seinen ersten Auftritt im belgisch-französischen Magazin Spirou und war in der Folge Bestandteil der meisten von Franquin gezeichneten Spirou-und-Fantasio-Abenteuer. Als Franquin seine Tätigkeit als Zeichner von Spirou und Fantasio beendete, behielt er die Rechte am Marsupilami. Lediglich in der ersten vom Nachfolger Jean-Claude Fournier gezeichneten Folge „Die Goldmacher“ hat das Marsupilami einen letzten Auftritt bei Spirou und Fantasio; dabei wurde die Figur des Marsupilamis auf Wunsch Fourniers von Franquin selbst gezeichnet.
In Deutschland erschienen in den 1960er und 1970er Jahren Comics mit dem Marsupilami im Kauka-Verlag, unter anderem in Fix und Foxi. Dort hatte es den Namen Kokomiko. Seit 1987 erscheint die eigene Comic-Serie Die Abenteuer des Marsupilamis, die von Batem nach Szenarien diverser Autoren (unter anderem Greg und Yann) gezeichnet wird.
Seit den 1980er Jahren erscheinen die Spirou und Fantasio-Episoden mit dem Marsupilami als Alben beim Carlsen Verlag. Dort startete 1988 auch die Solo-Reihe Die Abenteuer des Marsupilamis, die schließlich ab 2001 unter dem verkürzten Titel Marsupilami von Ehapa übernommen wurde. 1993 wurde außerdem von Disney eine gleichnamige Zeichentrick-Serie produziert. Ab 1999/2000 wurden in Frankreich neue Marsupilami-Zeichentrickserien produziert, als erstes Marsupilami: Die neuen Abenteuer (Staffel 1), 2003 folgte Mein Freund Marsupilami (Staffel 2), 2009 Marsupilami – Im Dschungel ist was los (Staffeln 3 & 4) und 2012 Our Neighbors the Marsupilamis (Staffel 5), die im deutschsprachigen Raum bislang nicht erschienen ist. Eine weitere 3-D animierte Serie The Marsupilamis/Les Marsupilamis soll Ende 2025 erscheinen. Unter der Regie von Alain Chabat entstand die Realverfilmung Sur la piste du Marsupilami, die am 4. April 2012 in den französischen und belgischen Kinos startete. Dieser wurde in Deutschland am 8. März 2013 mit dem Titel Auf den Spuren des Marsupilami auf DVD und Blu-Ray veröffentlicht.
Im Jahr 2014 erhielt der Verlag Dupuis, der unter anderem Spirou und Fantasio verlegt, die Rechte am Marsupilami. Deshalb hat das Marsupilami seit der 2015 erschienenen Geschichte Der Zorn des Marsupilamis wieder Auftritte in Spirou und Fantasio. Zugleich hat dies dazu geführt, dass die Marsupilami-Alben seit 2015 wieder beim Carlsen Verlag veröffentlicht werden, der von Ehapa den verkürzten Titel Marsupilami übernommen hat. Carlsen hält sich jetzt aber nicht mehr an die Nummerierung der Originale und der bisherigen deutschen Ausgaben, sondern veröffentlicht die Alben in wahlloser Reihenfolge beginnend mit der Nummer 0 und einer fortlaufenden Nummerierung. Dies führt dazu, dass jetzt für verschiedene Albentitel die gleichen Albennummern vergeben worden sind.
2021 veröffentlichte Carlsen den ersten Teil von Marsupilami: Die Bestie (Originaltitel: La Bête, Dupuis, 2020). Den belgischen Comickünstlern Zidrou (Szenario) und Frank Pé (Zeichnungen) sei damit „eine sensationelle Hommage an das Ur-Marsupilami“ gelungen, so Gerhard Matzig in seiner Besprechung in der Süddeutschen Zeitung. Als „un grand moment de BD“ wurde das Album in Frankreich bezeichnet, wo Frank Pé dafür auch den Prix Albert Uderzo (Meilleur dessin/Beste Zeichnung) erhielt. Der zweite und abschließende Teil ist 2023 erschienen. 2021 wurde das Videospiel Marsupilami: Hoobadventure für die PlayStation 4 veröffentlicht. In diesem Spiel müssen die 3-D-animierten Marsupilamis „Hope“, „Twister“ und „Punch“ ihre Heimat von einem bösen Geist befreien. Am 2. August 2022 erschien der Marsupilami-Band Das Humboldt-Tier von Flix.

## Figur
Das Marsupilami ist äußerst selten, zugleich sehr scheu und überaus wehrhaft. Es ist daher schwierig zu beobachten und noch schwerer zu fangen. Sein Habitat erstreckt sich über die Dschungel von Palumbien, einem fiktiven Staat in Lateinamerika. Ein ausgewachsenes Marsupilami ist etwa einen Meter groß und trägt sein Fell entweder einfarbig gelb, einfarbig schwarz oder gelb mit schwarzen Punkten. Es gibt aber auch blaue, orange und rosane Marsupilamis, jeweils mit schwarzen Punkten. Die weiblichen Marsupilamis sind etwas brustbehaarter als die männlichen und tragen oft eine Blume am Kopf. Sein Schwanz ist bis zu acht Meter lang und dient in geknäuelter Form als Verteidigungs- und Angriffswaffe. Zusätzlich kann es ihn zu einer kegelförmigen Sprungfeder aufrollen und damit auch Feinde fesseln und fliegen lassen, Marsupilamibabys beherrschen diese Kampfkunst ebenfalls. Das Marsupilami verfügt über eine ungeheure Kraft, die für ein Tier dieser Größe „superheldenhaft“ wirkt. Es legt helle, birnenförmige Eier – demnach sind Marsupilamis keine Säugetiere und bekommen keine Muttermilch –, hat aber dennoch einen Bauchnabel, dessen Funktion ungeklärt ist, und Marsupilamibabys nuckeln beim Schlafen auch manchmal am Daumen. Es kann mehrere hundert Meter tief und zeitlich nahezu unbegrenzt tauchen. Trotz der Überlegungen von Spirou ist es kein Amphibium, da es sich um einen Warmblüter handelt. Es gibt Überlegungen, dass es der Gruppe der Kloakentiere (Monotremata) zuzuordnen sei.
Das bekannteste Marsupilami-Individuum hat eine Frau und 3 Kinder: „Bibi“, „Bibu“ und „Bobo“. Diese sind genauso unerschrocken und ständig hungrig wie ihr Vater, bringen sich jedoch durch ihr kindliches Verhalten und ihre Neugier oft in Gefahr. Außerdem haben sie kindestypische Interessen wie Süßigkeiten und Spiel und Spaß und streiten sich oft. „Frau Marsupilami“ ist nicht so kräftig wie ihr Mann, dafür aber sehr intelligent, außerdem ist sie eine liebevolle, aber auch strenge Frau und Mutter, die Blumen und Musik mag und gerne Früchte sammelt. Das Marsupilami, seine Frau und auch seine Kinder verhalten sich Menschen – vor allem Babys und Kindern – gegenüber friedlich, sie werden nur aggressiv und greifen an, wenn man sie einfangen will, sie sich bedroht fühlen oder ihre Kinder in Gefahr sind. Egal, wo die Marsupilamis auftauchen, ob im Dschungel, in New York, auf Kreuzfahrt, im Hotel, im Einkaufszentrum, im Zirkus, im Vergnügungspark, im Krankenhaus, beim Militär, bei den olympischen Spielen oder in der Schule, bricht das Chaos aus. Das Marsupilami muss nicht nur seinen Pflichten als Vater nachkommen, sondern bei seinen Abenteuern auch seine Feinde besiegen und in Not geratene Menschen und Tiere retten. Trotzdem ist es meistens lustig, macht Späße und würde am liebsten den ganzen Tag essen.    
Seine Lieblingsnahrung sind Früchte, Ameisen und Flöhe, außerdem Fisch (besonders Piranhas), aber auch giftige Skorpione sowie Menschennahrung wie Pizza und Würstchen, Süßigkeiten, Milch und Eis. Es ist dazu fähig, einfache Unterhaltungen zu führen („Houbi? Houba, houba hopp!“) und (ähnlich einem Papagei) einzelne Wörter und ganze Sätze nachzusprechen. Marsupilamis können Menschen teilweise verstehen.
Der Name Marsupilami ist ein Kofferwort aus Marsupialia, der zoologischen Gruppe der Beuteltiere, Pilou-Pilou (frz. Name der Comicfigur Jeep von Elzie Segar, die eine der Inspirationen für das Marsupilami war) und ami (frz.: Freund).
Obwohl das Marsupilami aufgrund seiner Kraft und Gewandtheit jedem anderen Tier (einschließlich des Menschen) überlegen ist, hat es in seiner eigenen Comic-Serie zwei Erzfeinde: Der eine ist der Großwildjäger Bring M. Backalive (engl. bring them back alive = Bring sie lebend nach Hause), der das Marsupilami aus reiner Profitgier an einen Tierpark verkaufen will. Obwohl er als Jäger mit seinem Gewehr umgehen kann, gelingt es ihm nie, sich dauerhaft eines Marsupilamis zu bemächtigen. Er bezieht vom Marsupilami meist Prügel oder wird von dessen Schwanz durch die Luft gewirbelt. Backalive tritt zum ersten Mal in der Geschichte Der Käfig in Erscheinung. Der zweite große Widersacher des Marsupilamis ist ein Jaguar, der immer wieder versucht, die drei Jungtiere zu fressen, aber gegen die Kraft des Marsupilamis keine Chance hat. Dieser Fressfeind hat seinen ersten Auftritt in der Spirou-Geschichte Das Nest im Urwald, an deren Ende er seinen Schwanz einbüßt. In späteren Abenteuern ist dieser Verlust allerdings ungeschehen gemacht. Neben diesen beiden Hauptwidersachern macht auch der „Indio“-Stamm der Chahutas (ähnlich den Römern bei Asterix) der Marsupilamifamilie das Leben schwer. Außerdem gibt es im Dschungel giftige Kröten, deren Schuppen für die Marsupilamis sehr gefährlich sind. Im Dschungel lauern aber – gerade für die Marsupilamibabys – auch noch andere Gefahren wie Krokodile, fleischfressende Pflanzen, giftige Pilze, Abgründe und Treibsand.

## Marsu Kids
2011 bis 2013 erschienen neue Abenteuer mit dem Marsupilami unter dem Titel Marsu Kids. Hierbei wurde das Konzept der Franquin-Geschichten allerdings leicht verändert. Das Marsupilami hat nun vier neue Junge bekommen, darunter eines mit Albinismus. Der Jaguar hat hier eine Gefährtin und einen Sohn und versucht nicht mehr, ein Marsupilami zu erlegen. Allerdings kommt es zwischen seinem Jungen und den kleinen Marsupilamis zu Differenzen. Als neuer Antagonist taucht die Riesenanakonda Sinuoso auf, die dem Marsupilami den Titel König des Dschungels streitig machen will. Der Geologe Alfred Remington, der Archäologe Poppy Ramides und der Jäger Louis Pieta treten ebenfalls als neue Antagonisten auf und übernehmen jetzt die Rolle von Bring M. Backalive. Die Chahutas haben nun keinen seltsamen Akzent mehr, spielen Fremdlingen wie Goldsuchern und Jägern eher Streiche, als sie zu massakrieren und haben anscheinend ihre Konflikte mit dem Marsupilami vergessen. Der Sohn des Häuptlings Ptipo freundet sich sogar mit dem jungen Marsupilami Blaunase an. Auf dieser Freundschaft basieren die neuen Geschichten. Der Splitter Verlag veröffentlichte diese Serie 2012 bis 2013 unter dem Label toonfish.

## Weitere Auftritte
Jijé ließ 1955 eine afrikanische Version des sagenhaften Tiers in dem Blondin und Cirage-Abenteuer Die fliegende Untertasse auftreten (dt. 1987 beim Heinzelmännchen Verlag). Bei Uderzo und Goscinny ist es im Asterix-Band Der Kampf der Häuptlinge auf einem Plakat zu sehen, auf dem es ursprünglich als sagenhaftes Fabeltier vom Mars präsentiert wurde (mittlerweile als Wunder der Natur). Des Weiteren wird das Marsupilami von linksorientierten Demonstranten gerne als Symbol auf Transparenten benutzt. Der Asteroid (98494) Marsupilami ist nach dem Marsupilami benannt.

## Albenausgaben

### Die Abenteuer des Marsupilamis/Marsupilami
Die angegebenen Jahreszahlen beziehen sich auf die belgische/französische Originalversion sowie auf die Erstausgabe der deutschen Serie. Die Albennummerierung entsprach in der ersten Carlsen-Ausgabe (Band 1–11) sowie der Ehapa-Ausgabe (Band 12–17 sowie Neuauflagen der Carlsen-Ausgabe) der der Originalausgaben. Die Carlsen-Ausgabe beginnend 2015 mischt Neuauflagen und Erstausgaben.
- 0: Capturez un Marsupilami, (Franquin/Delporte/Will/Peyo/Jidéhem, 2002, 41 Seiten, Editions Dupuis, Neuauflage des gleichnamigen Spirou und Fantasio-Sonderbandes 1 von 1988) – dt.: Jagd auf das Marsupilami (2015, Carlsen Bd. 0)
- 1: La queue du Marsupilami (Batem/Franquin/Greg, 1987, 46 Seiten, Marsu Productions) – dt.: Tumult in Palumbien (1988, Carlsen Bd. 1; 2015, Carlsen Bd. 1 neu)
- 2: Le bébé du bout du monde (Batem/Franquin/Greg, 1988, 46 Seiten, Marsu Productions) – dt.: Panda in Panik (1989, Carlsen Bd. 2; 2018, Carlsen Bd. 10 neu)
- 3: Mars le noir (Batem/Franquin/Yann, 1989, 46 Seiten, Marsu Productions) – dt.: Das schwarze Marsupilami (1989, Carlsen Bd. 3; 2018, Carlsen Bd. 12 neu)
- 4: Le pollen du Monte Urticando (Batem/Franquin/Yann, 1989, 45 Seiten, Marsu Productions) – dt.: Der Krater der Kakteen (1990, Carlsen Bd. 4; 2019, Carlsen Bd. 15 neu)
- 5: Baby Prinz (Batem/Franquin/Yann, 1990, 46 Seiten, Marsu Productions) – dt.: Baby Prinz (1991, Carlsen Bd. 5; 2020, Carlsen Bd. 18 neu)
- 6: Fordlandia (Batem/Franquin/Yann, 1991, 44 Seiten, Marsu Productions) – dt.: Die Arche Noah (1992, Carlsen Bd. 6, Carlsen Bd. 20 neu)
- 7: L’or de Boavista (Batem/Franquin/Yann, 1992, 44 Seiten, Marsu Productions) – dt.: Die Goldwäscher (1993, Carlsen Bd. 7, Carlsen Bd. 21 neu)
- 8: Le temple de Boavista (Batem/Franquin/Yann, 1994, 44 Seiten, Marsu Productions) – dt.: Der Tempel im Urwald (1994, Carlsen Bd. 8; 2021, Carlsen Bd. 23 neu)
- 9: Le papillon des cimes (Batem/Franquin/Yann, 1994, 44 Seiten, Marsu Productions) – dt.: Die Schmetterlingsjäger (1995, Carlsen Bd. 9; 2021, Carlsen Bd. 24 neu)
- 10: Rififi en Palombie (Batem/Fauche/Adam, 1996, 44 Seiten, Marsu Productions, Kurzgeschichten) – dt.: Rififi in Palumbien (1996, Carlsen Bd. 10; 2021, Carlsen Bd. 25 neu)
- 11: Houba banana (Batem/Fauche/Adam, 1997, 44 Seiten, Marsu Productions, Kurzgeschichten) – dt.: Huba Banana (1997, Carlsen Bd. 11; 2022, Carlsen Bd. 26 neu)
- 12: Trafic à Jollywood (Batem, 2001, 46 Seiten, Marsu Productions) – dt.: Chaos in Jollywood (2001, Ehapa Bd. 12; 2022, Carlsen Bd. 27 neu)
- 13: Le défilé du jaguar (Batem/Kaminka/Marais, 2001, 45 Seiten, Marsu Productions) – dt.: Der Streifzug des Jaguar (2001, Ehapa Bd. 13; 2022, Carlsen Bd. 28 neu)
- 14: Un fils en or (Batem/Bourcquardez/Saive, 2002, 44 Seiten, Marsu Productions) – dt.: Ein Goldjunge (2002, Ehapa Bd. 14; 2023, Carlsen Bd. 30 neu)
- 15: C’est quoi ce cirque!? (Batem/Dugomier, 2003, 45 Seiten, Marsu Productions) – dt.: So ein Zirkus?! (2003, Ehapa Bd. 15; 2023, Carlsen Bd. 31 neu)
- 16: Tous en piste (Batem/Dugomier, 2004, 44 Seiten, Marsu Productions) – dt.: Manege frei! (2004, Ehapa Bd. 16; 2023, Carlsen Bd. 32 neu)
- 17: L’orchidée des Chahutas (Batem/Dugomier, 2005, 44 Seiten, Marsu Productions) – dt.: Die Orchidee der Chahutas (2005, Ehapa Bd. 17; 2023, Carlsen Bd. 33 neu)
- 18: Robinson Academy (Batem/Dugomier, 2005, 44 Seiten, Marsu Productions) – dt.: Die Robinson-Akademie (2015, Carlsen Bd. 2 neu)
- 19: Magie blanche (Batem/Colman, 2006, 44 Seiten, Marsu Productions) – dt.: Weiße Magie (2015, Carlsen Bd. 3 neu)
- 20: Viva Palombia! (Batem/Colman, 2007, 44 Seiten, Marsu Productions) – dt.: Viva Palumbien! (2016, Carlsen Bd. 5 neu)
- 21: Red monster (Batem/Colman, 2008, 44 Seiten, Marsu Productions) – dt.: Red Monster (2016, Carlsen Bd. 6 neu)
- 22: Chiquito paradiso (Batem/Colman, 2009, 44 Seiten, Marsu Productions) – dt.: Chiquito paradiso (2017, Carlsen Bd. 7 neu)
- 23: Croc vert (Batem/Colman, 2010, 44 Seiten, Marsu Productions) – dt.: Der Vielfraß (2017, Carlsen Bd. 8 neu)
- 24: Opération Attila (Batem/Colman, 2011, 44 Seiten, Marsu Productions) – dt.: Operation Attila (2017, Carlsen Bd. 9 neu)
- 25: Sur la piste du Marsupilami (Batem/Colman/Chabat/Doner, 2012, 60 Seiten, Marsu Productions) – dt.: Auf den Spuren des Marsupilamis (2018, Carlsen Bd. 11 neu)
- 26: Santa Calamidad (Batem/Colman, 2012, 44 Seiten, Marsu Productions) – dt.: Santa Calamidad (2018, Carlsen Bd. 13 neu)
- 27: Coeur d’étoile (Batem/Colman, 2013, 44 Seiten, Marsu Productions) – dt.: Sternenherz (2019, Carlsen Bd. 14 neu)
- 28: Biba (Batem/Colman, 2014, 44 Seiten, Marsu Productions) – dt.: Biba (2016, Carlsen Bd. 4 neu)
- 29: Quilzèmhoal (Batem/Colman, 2015, 44 Seiten, Marsu Productions) – dt.: Kilsemmoahl (2019, Carlsen Bd. 16 neu)
- 30: Palombie secrète (Batem/Colman, 2017, 48 Seiten, Dupuis) – dt.: Geheimnisvolles Palumbien (2019, Carlsen Bd. 17 neu)
- 31: Monsieur Xing Yùn (Batem/Colman, 2018, 52 Seiten, Dupuis) – dt.: Mister Xing Yun (2020, Carlsen Bd. 19 neu)
- 32: Bienvenido a Bingo! (Batem/Colman, 2019, 48 Seiten, Dupuis) – dt.: Bienvenido in Bingo! (2021, Carlsen Bd. 22 neu)
- 33: Supermarsu (Batem/Colman, 2021, 56 Seiten, Dupuis) – dt.: Supermarsu (2022, Carlsen Bd. 29 neu)
- 34: Marsu Club (Batem/Colman, 2025, 56 Seiten, Dupuis)

### Marsu Kids
- 1. Sorti de l’Oeuf (Conrad/Wilbur, 2011, 43 Seiten, Marsu Productions) – dt.: Frisch geschlüpft (2012, toonfish Bd. 1)
- 2. Un oeuf pour deux (Conrad/Wilbur, 2013, 43 Seiten, Marsu Productions) – dt.: Ein Ei für zwei (2013, toonfish Bd. 2)

### Einzelbände
- Spirou und Fantasio-Sonderband 1: Die Jagd auf das Marsupilami (Franquin/Delporte/Will/Peyo/Jidéhem, 45 Seiten, Carlsen, 1988) – im Original Capturez un Marsupilami (Dupuis, 1988)
- Alles über das Marsupilami (Sekundärband, 45 Seiten, Carlsen, 1993) – im Original L' encyclopedie du Marsupilami de Franquin (Marsu Productions, 1991)
- Das Geheimnis der Marsupilamis. 32 Seiten (Carlsen, 1994)
- Marsupilami. 4 Hefte zur Fernsehserie (Ehapa, 2001)
- Das neue Nest der kleinen Marsupilamis (Carlsen, 2018)
- Hommage an das Marsupilami (Carlsen, 2018)
- Hommage an das Marsupilami 2 (Carlsen, 2020)
- Marsupilami: Die Bestie Teil 1 (Carlsen, 2021)
- Marsupilami: Die Bestie Teil 2 (Carlsen, 2023)
- Das Humboldt-Tier – Ein Marsupilami-Abenteuer, Flix (Carlsen, 2022)

### Werbecomic
- Mit hohes C auf den Spuren der Marsupilamis, 6 Seiten mit 12 Bildern zum Einkleben (1993–1994)

## Sekundärliteratur
- Andreas Mietzsch: Huba Huba. Das Marsupilami-Buch. Verlag Comicplus+, Hamburg 1985, ISBN 3-924623-02-3.
- Batem, Erik Verhoest, Jean-Luc Cambier: Alles über das Marsupilami. 1. Aufl. Carlsen Verlag, Hamburg 1993, ISBN 3-551-02048-5.